# Vangueria macrocalyx
Vangueria macrocalyx är en måreväxtart som beskrevs av Otto Wilhelm Sonder. Vangueria macrocalyx ingår i släktet Vangueria och familjen måreväxter. Inga underarter finns listade i Catalogue of Life.